# منیکدیولا
منیکدیولا (به لاتین: Menikdiwela) یک منطقهٔ مسکونی در سری‌لانکا است که در ناحیه کندی واقع شده‌است. منیکدیولا ۱٬۰۰۰ نفر جمعیت دارد.